# Bengt Skytte

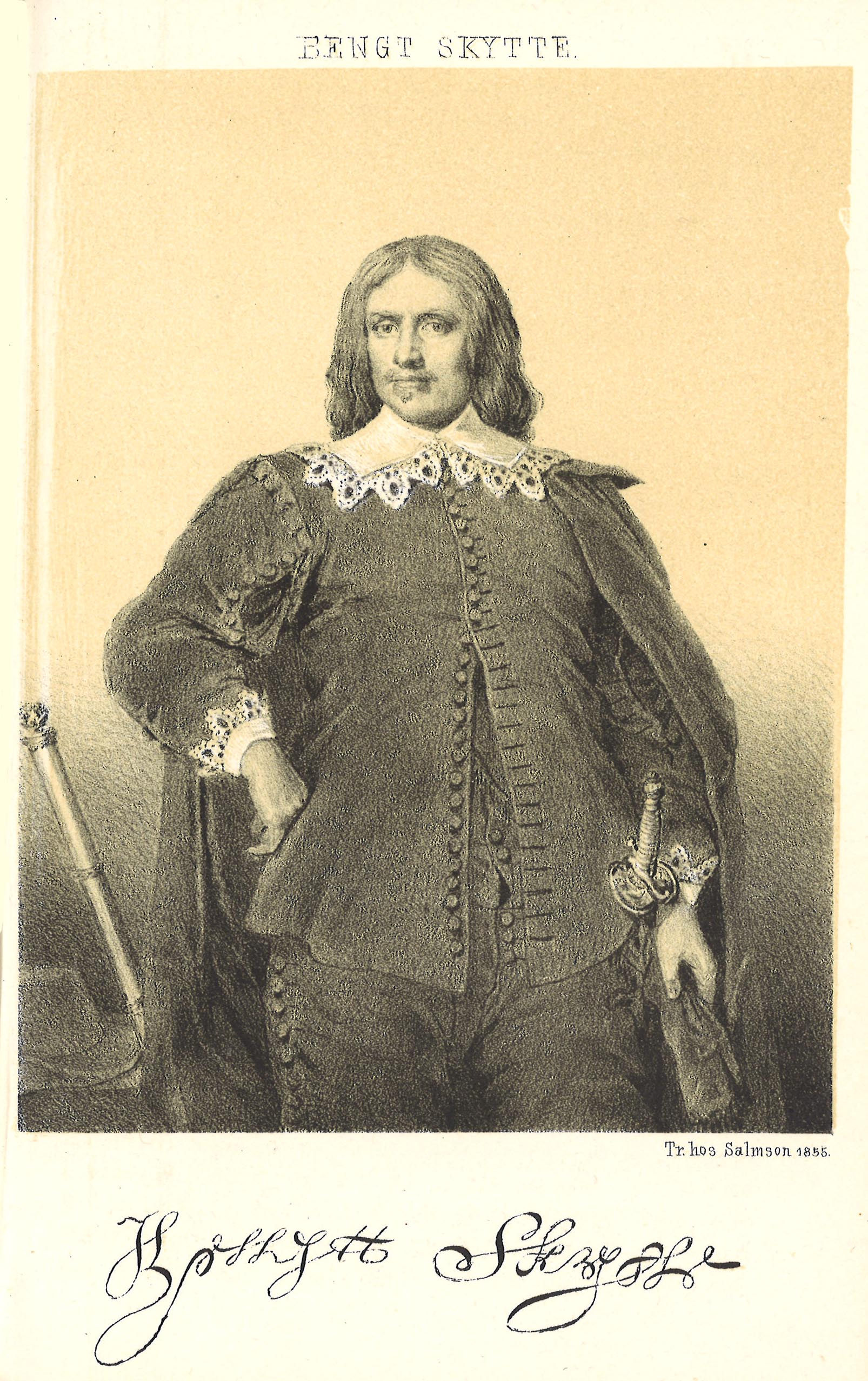
Bengt Skytte von Duderhof

Bengt Skytte ad Duderhof (Benedikt Skytte) französisch Benoît Skytte, lateinisch Benedictus Skyttius (* 30. September 1614, Stockholm; † 23. Juli 1683, Hamburg) war ein schwedischer Adeliger, Beamter und Diplomat, der auch in Deutschland tätig war.

## Familie
Bengt Skytte wurde als Sohn von Johan Skytte (* 1577 Nyköping; † 15. März 1645 in Söderåkra) und Mary Neaf, Tochter eines schottischen Söldners in Schweden, geboren. Seine Schwester war Vendela Skytte. Darüber hinaus hatte er zwei ältere Brüder Johan (* 1612) und Jakob (* 1613).
1636 heiratete er Christine Sparre, in zweiter Ehe nach 1670 Eva Mörner. Aus der ersten Ehe ging die Tochter Maria Skytte hervor.

## Bildung
Bengt studierte ab 1624 an den Universitäten Uppsala, Leiden und Dorpat (heute: Tartu). Er war einem europaweiten korrespondierenden Netzwerk von Gelehrten verbunden. 1631 und 1634 besuchte er zwei Mal Gerhard Johannes Vossius in Amsterdam, mindestens einmal zusammen mit seinem Bruder Jakob.

## Wissenschaft
1645 stiftete er – wie zuvor sein Vater – die „Skytteanische Professur“ an der Universität Uppsala.
Er war in hohem Maß an Vergleichender Sprachwissenschaft interessiert und soll versucht haben, eine Universalsprache zu entwickeln. 1651/52 reiste er durch Deutschland und Ungarn. Dabei stellte er Ähnlichkeiten zwischen der finnischen Sprache und dem Ungarischen fest. In Ungarn verbrachte einige Wochen bei Johann Amos Comenius. Die von Skytte angelegten Wortlisten zur ungarischen Sprache wurden später auch von Olof Rudbeck dem Älteren und Olof Rudbeck dem Jüngeren benutzt. Persönlich bekannt war er auch mit Johannes Duraeus und Gottfried Wilhelm Leibniz, mit letzterem seit dem Aufenthalt von Bengt Skytte in Berlin 1667. Nach dem Tod Skyttes war Leibniz in hohem Maß daran interessiert, Schriften aus dessen Nachlass zu erhalten.
Neben seinem Interesse an Sprachen war Skytte an Hermetik und Alchemie interessiert.

## Karriere
Bereits 1629 war Bengt Skytte Mitglied einer diplomatischen Delegation nach London, wo er von König Karl I. zum Ritter geschlagen wurde. 1631 reiste er nach Moskau, um die politische Lage zu sondieren. 1632 erhielt er eine Audienz bei König Gustav II. Adolf von Schweden in Augsburg.
1633 wurde er zum Kammerherrn von Königin Christina von Schweden ernannt. Er wurde ihr Berater und Günstling. Ab 1634 war er Mitarbeiter von Axel Oxenstierna in Magdeburg, auf diplomatischer Mission in Paris, wobei es auch zu einer Begegnung mit Kardinal Richelieu kam, und in Süditalien.
1637 wurde Bengt Skytte Assessor am Kammerkollegium, 1638 Revisor in der Reichskammer und 1640 Kammerrat. 1641 bis 1642 folgte eine erneute Reise in die Schweiz, nach Frankreich und die Niederlande. Bengt Skytte war im Gespräch, als es 1643 galt den Posten des schwedischen Konsuls in Edinburgh zu besetzen.
Er wurde 1646 zum Gouverneur von Uppsala ernannt, ein Amt, das er bis 1649 ausübte. 1647 wurde er Landmarschall (das war der Führer des ritterschaftlichen Standes im Schwedischen Ständereichstag) und Reichsrat. 1648/49 war er Kanzler der Universität Dorpat. 1652 war er erneut in diplomatischer Mission unterwegs: Diesmal ins Osmanische Reich nach Konstantinopel.
1654–1656 war er Gouverneur von Estland, eine Amtszeit, die vom Zweiten Nordischen Krieg überschattet war. 1655 begleitete er die abgedankte Königin Christina von Schweden auf ihrem Weg nach Italien bis Mainz und hielt sich 1656 und 1662 privat außerhalb von Schweden auf, ab 1659 für einige Jahre in London, wo er auch seine wissenschaftlichen Kontakte pflegte und in einem Intellektuellen-Zirkel am Gresham College verkehrte. Hier entstand sein Konzept einer wissenschaftlichen Akademie Sophopolis. Dies sollte ein Studien- und Wohnort für herausragende Gelehrte werden, die sich dort ausschließlich ihren Forschungen widmen können sollten. Bengt Skytte unterbreitete seine Idee König Karl II., der aber nicht für eine Finanzierung zu gewinnen war. Anschließend versuchte er sein Projekt „Sophopolis“ bei deutschen Territorialherren an den Mann zu bringen. Friedrich Wilhelm, Kurfürsten von Brandenburg, konnte er 1667 überzeugen. Allerdings stellte Skytte so hohe Forderungen hinsichtlich der eigenen Position in dem Projekt, dass der Kurfürst seine bereits gegebene Zustimmung in der Praxis ins Leere laufen ließ. Er wandte sich auch an den Grafen von Hanau, Friedrich Casimir. Zusammen mit dem dort tätigen Johann Joachim Becher unterbreitete er dem Grafen von Hanau das Projekt, der es auch sehr förderte. So begann er, ab 1664 mit Hilfe von Skytte, seine Kunstkammer auszubauen, die auch als Lehrmittelsammlung für die Akademie dienen sollte. Das Projekt scheiterte letztendlich aber 1669/70 zusammen mit anderen ambitionierten Vorhaben des Grafen, als dessen Agnaten den Staatsbankrott der Grafschaft fürchteten und Kaiser Leopold I. die Zwangsverwaltung der Grafschaft durch die Agnaten anordnete. Skytte musste Hanau daraufhin verlassen.